# Gandipuram
Gandipuram es una  ciudad censal situada en el distrito de Kanyakumari en el estado de Tamil Nadu (India). Su población es de 6106 habitantes (2011). Se encuentra a 70 km de Thiruvananthapuram y a 79 km de Tirunelveli. 

## Demografía
Según el censo de 2011 la población de Gandipuram era de 6106 habitantes, de los cuales 3080 eran hombres y 3026 eran mujeres. Gandipuram tiene una tasa media de alfabetización del 94,74%, superior a la media estatal del 80,09%: la alfabetización masculina es del 96,08%, y la alfabetización femenina del 93,38%.